# ラデチェ
ラデチェ (Radeče) は、スロベニアの市である。